# Bad Doberan
Bad Doberan város Németország Mecklenburg-Elő-Pomeránia tartományában. 1952-től 2011-ig járási székhely volt.

## Fekvése
A Balti-tengertöl kb. 6 km-re fekszik Rostock és Schwerin között. A városhoz tartozik Heiligendamm, Althof és Vorder Bollhagen.

## Népesség
Összesen: 11 607 fő (2013. december 31.)

## Története

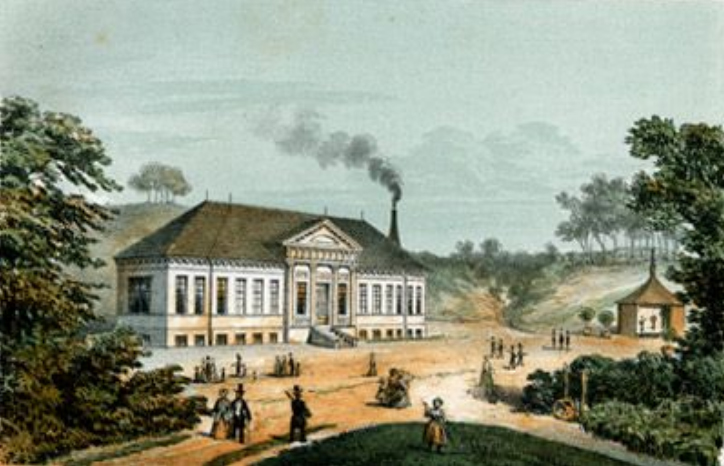
Bad Doberan 1825-ben

Írott forrásban elsőként 1177-ben tűnik fel „villa Slavica Doberan“ néven.
1171-ben már alapítottak egy kolostort Althofban, ami azonban 1179-ben tönkrement. Hét évvel később újranyitották, ekkor 1552-ig működött. 1552-ben a kolostor működése megszűnt.
II. Frigyes Ferenc mecklenburg–schwerini nagyherceg emelte a települést városi rangra, 1879-ben.

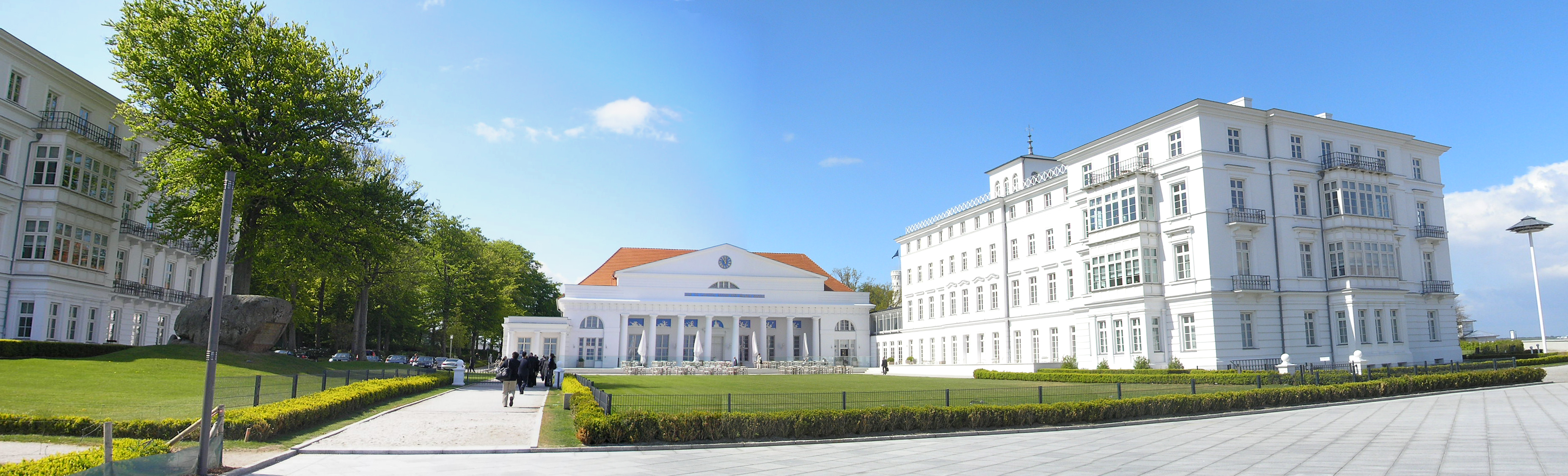
A G8 színhelye

2007. június 6-án Heiligendammban került megrendezésre a G8-találkozó, amely június 8-áig tartott.

## Turistalátványosságok
- A monostor
- A kisvasút "Molli"

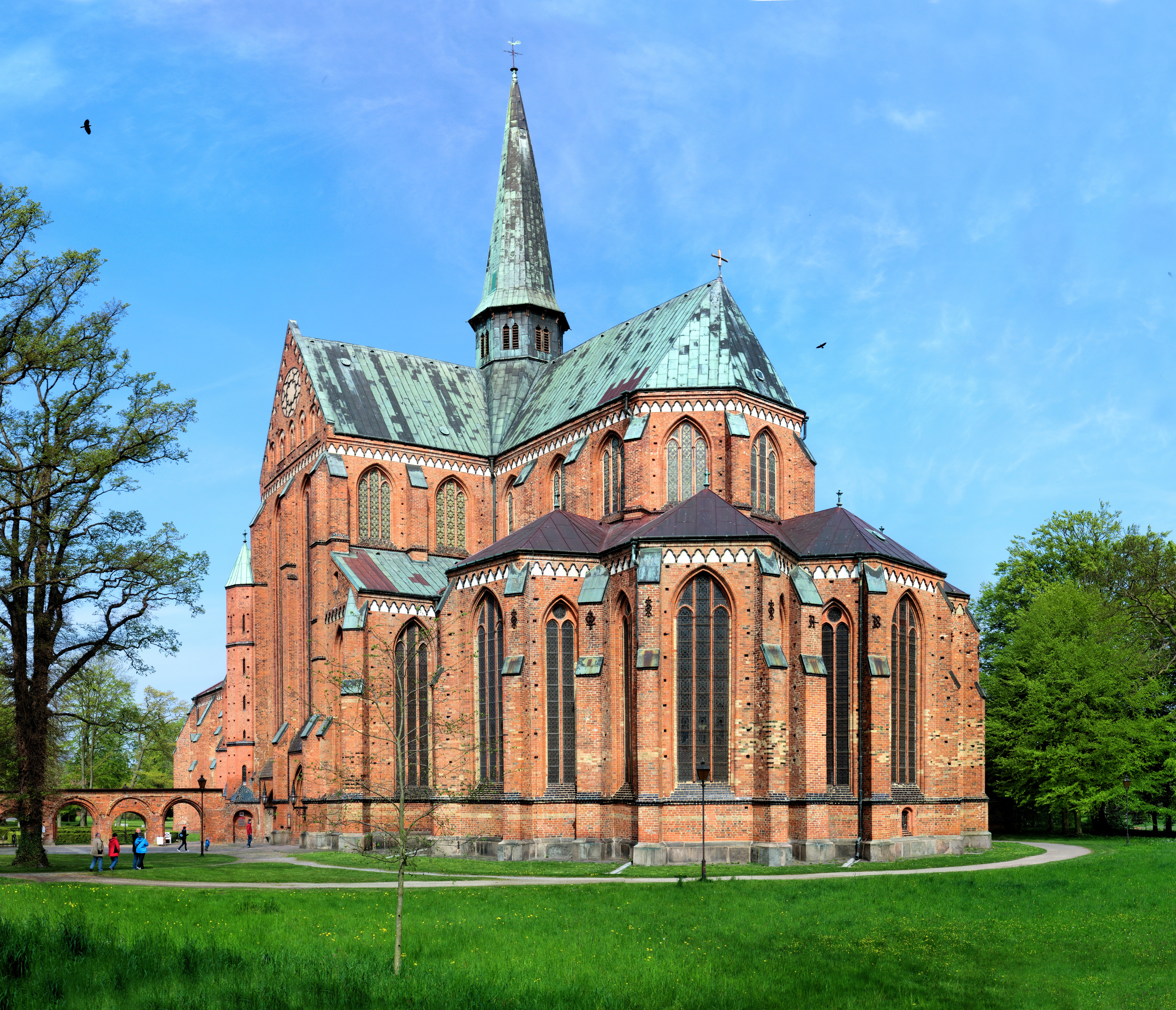
A monostor

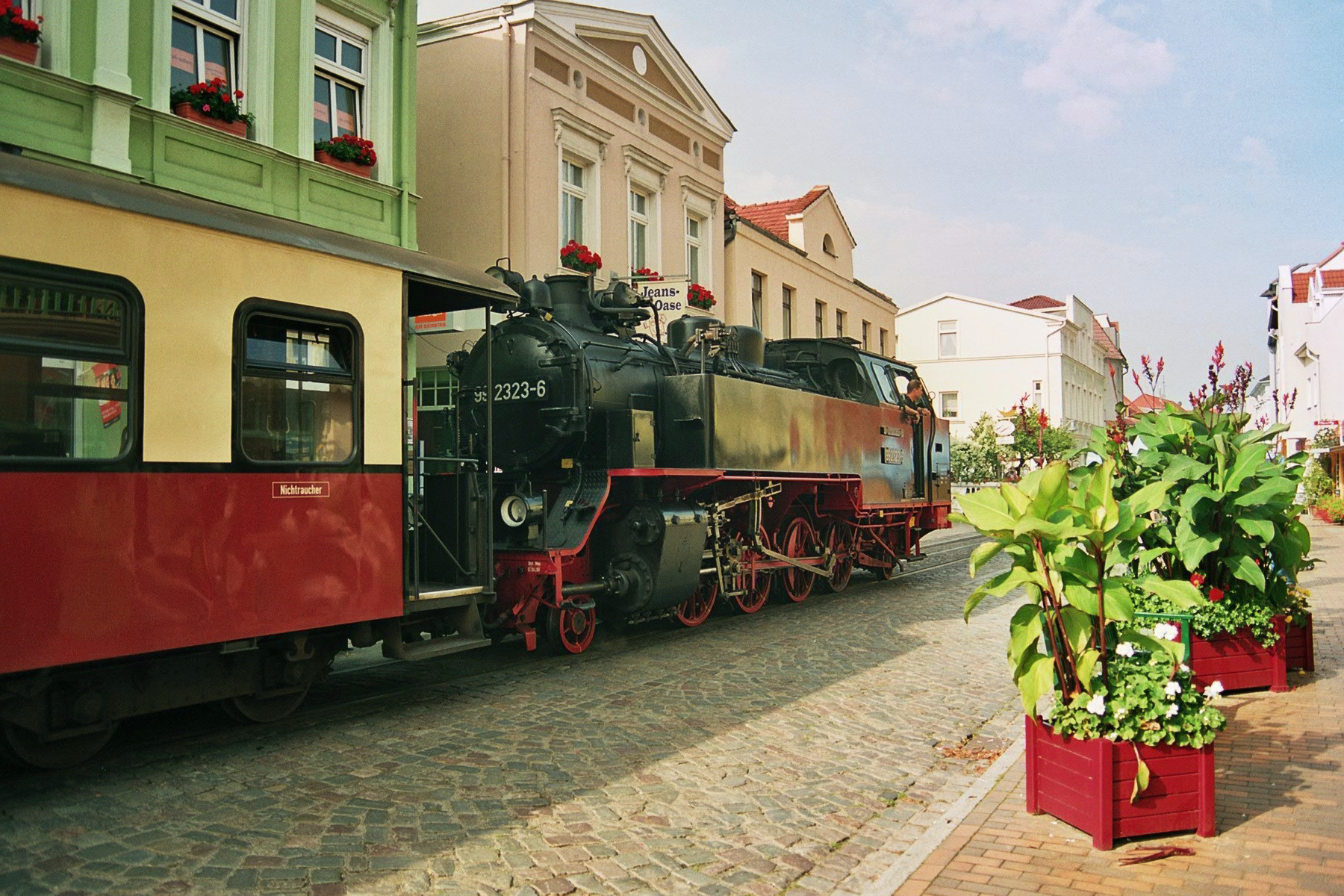
A kisvasut "Molli"

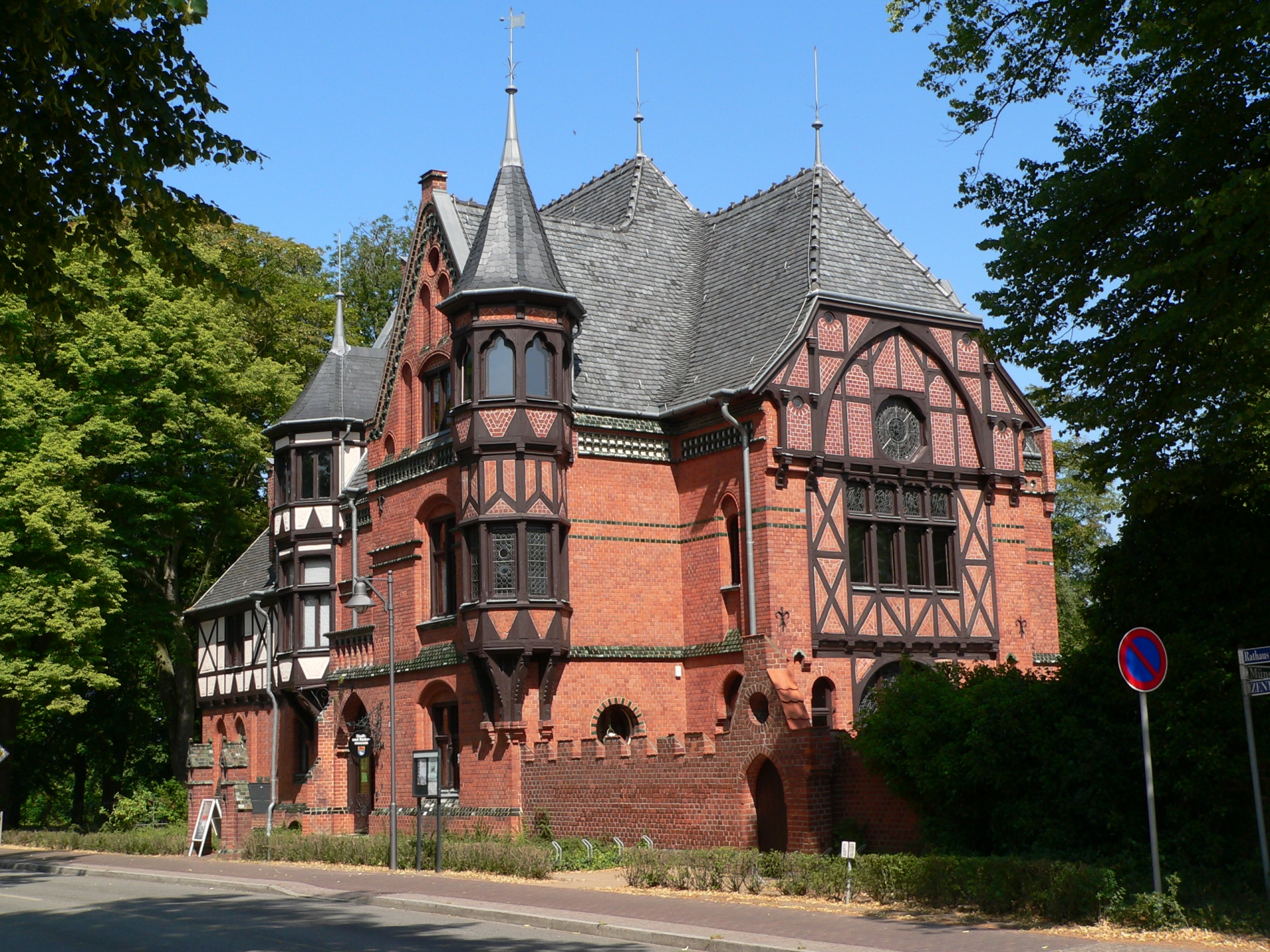
A Möckel-ház

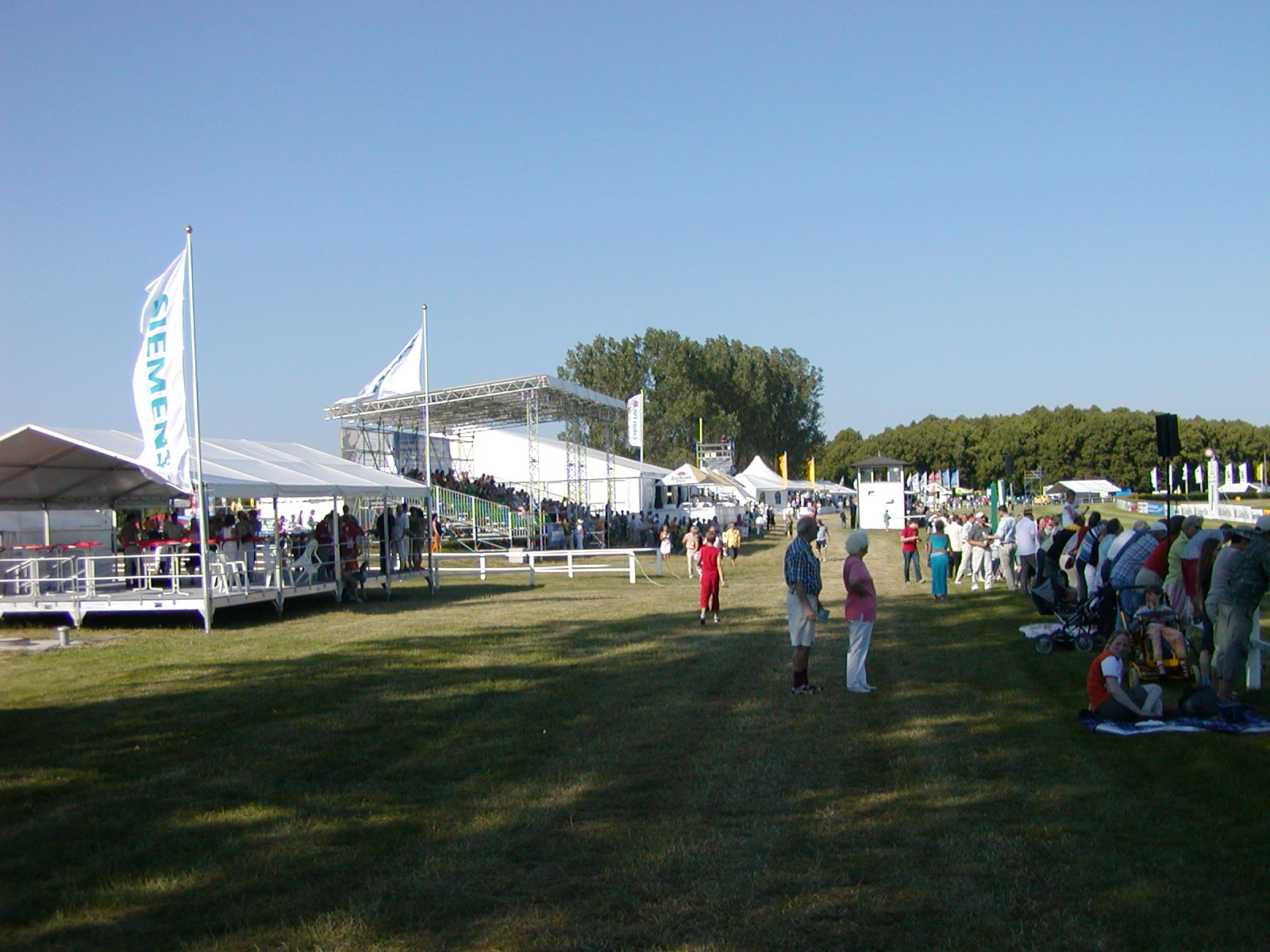
Az európai kontinens legrégebbi lóverseny-pályája

- A Stadt- und Bädermuseum (Möckel-ház)
- Az Ehm Welk-ház

Bad Doberanban minden nyáron történik:
- Az európai kontinens legrégebbi lóverseny,
- A Zappanale

## Testvérvárosai
- Németország Bad Schwartau, (1989)